# کلیف نورتون
کلیف نورتون (انگلیسی: Cliff Norton؛ ‏ ۲۱ مارس ۱۹۱۸ – ۲۵ ژانویهٔ ۲۰۰۳) بازیگر اهل ایالات متحده آمریکا بود. وی بین سال‌های ۱۹۴۹ تا ۱۹۹۴ میلادی فعالیت می‌کرد.
از فیلم‌ها یا مجموعه‌های تلویزیونی که وی در آن‌ها نقش داشته‌است، می‌توان به نمایش دیک ون دایک، دیگر وقتش رسیده‌است، افسونگر، مانکیز، بانوی مسخره، هری و تونتو، روس‌ها می‌آیند، روس‌ها می‌آیند، هارلو، احمق مرا ببوس و دنیای دیوانه، دیوانه، دیوانه، دیوانه اشاره نمود.